# Stelltisch

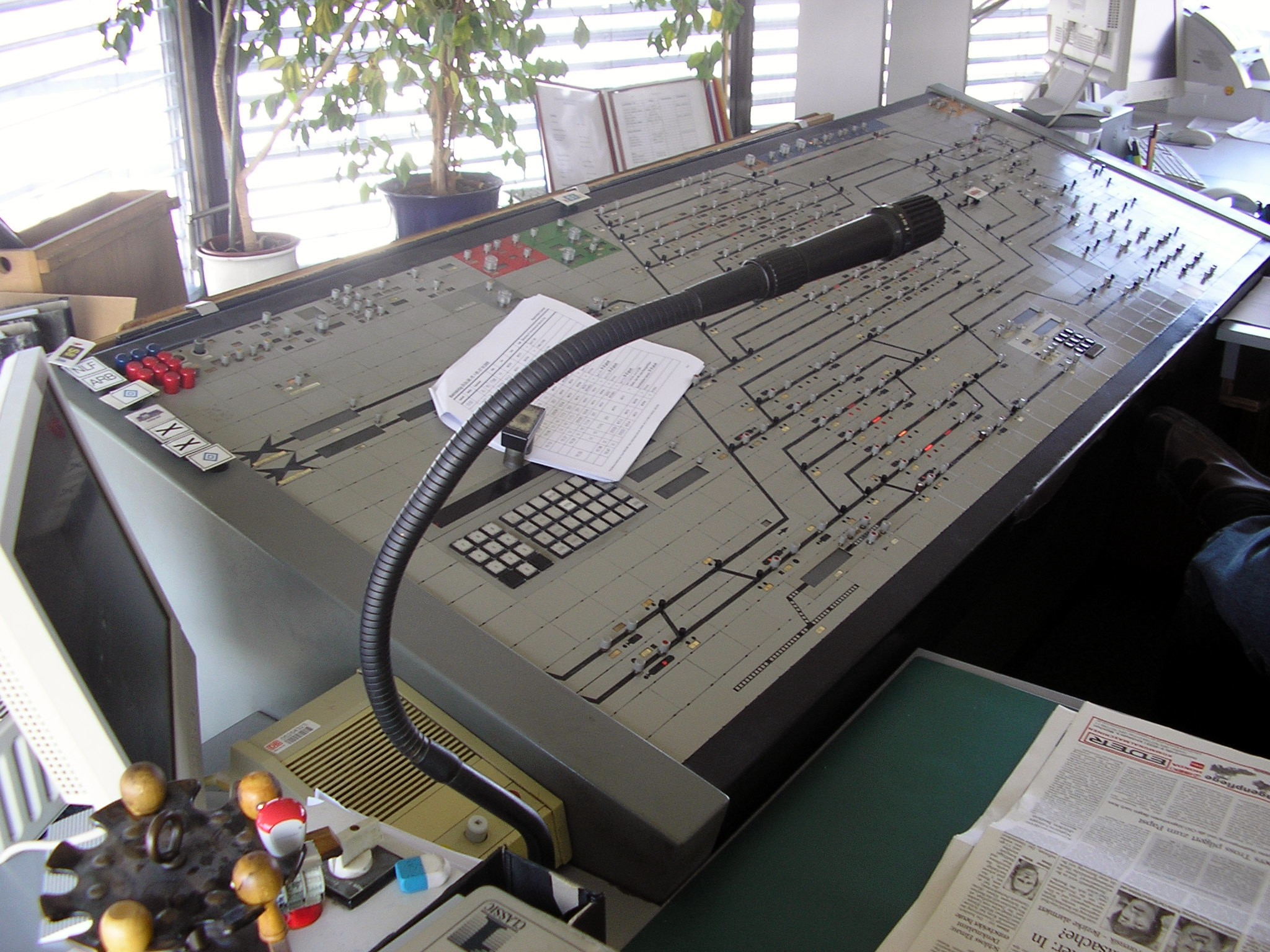
Stelltisch eines Dr-Stellwerks

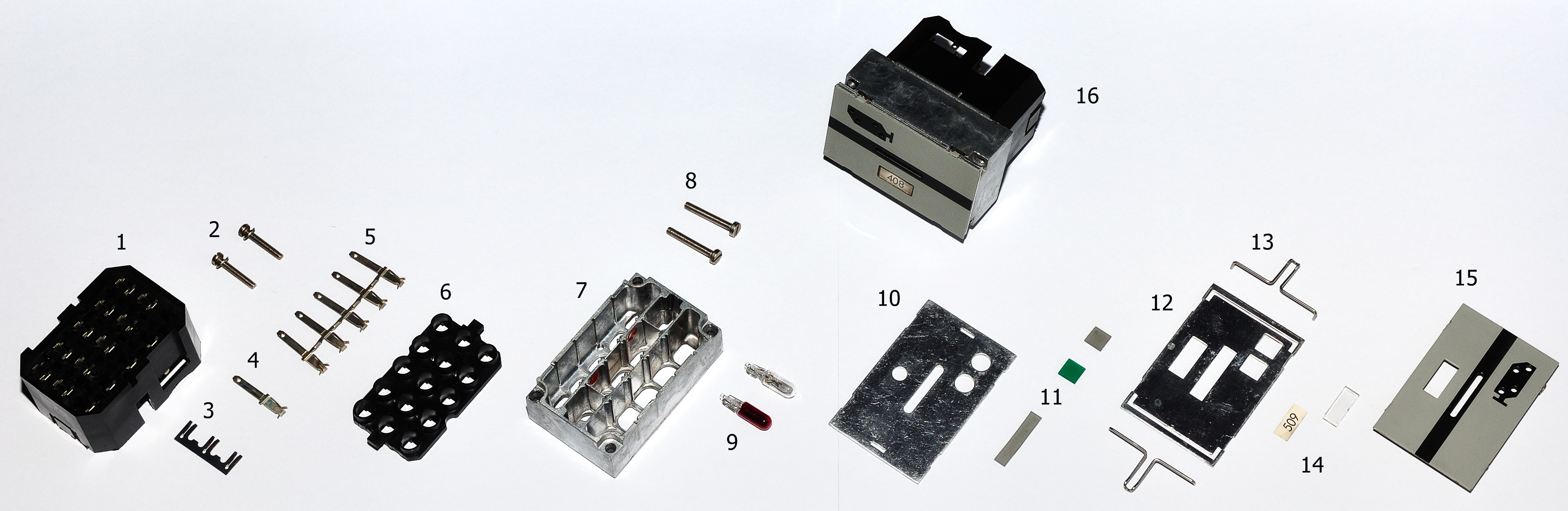
SpDrS60 Tischfeld für ein Vorsignal

Mit dem Begriff Stelltisch bezeichnet man bei einer Eisenbahn die Bedieneinrichtung eines Gleisbildstellwerkes. Stelltische gibt es aber nur in Relaisstellwerken, auch „Drucktastenstellwerke“ oder abgekürzt „Dr-Stellwerke“ genannt. Kleine Dr-Stellwerke verwenden statt des Stelltisches einen senkrecht auf dem Arbeitstisch aufgestellten Stellkasten, große Stellwerke besitzen eine ebenfalls senkrecht angeordnete Stelltafel, die auch Panoramatafel genannt wird. Elektronische Stellwerke, die ebenfalls zu den Gleisbildstellwerken gehören, werden dagegen von einem Bedienplatz mit Monitoren über eine Eingabetastatur mit Maus oder (ältere ESTW) über ein Grafiktablett mit elektronischem Taster bedient.
Auf der Bedienoberfläche des Stelltisches, des Stellkastens oder der Stelltafel sind die Gleisanlagen mit ihren Weichen, Signalen und anderen Einrichtungen der Topografie entsprechend schematisch dargestellt und mit Meldelampen, so genannten „Meldern“, bestückt, die den aktuellen Zustand der Außenanlagen kontinuierlich anzeigen. Rot leuchtende Melder zeigen an, dass der zugeordnete Gleis- oder Weichenabschnitt mit einem Schienenfahrzeug besetzt ist, gelb oder weiß leuchtende zeigen dessen Freisein an. Gesteuert werden diese Anzeigen u. a. von der Gleisfreimeldeanlage, die den Besetztzustand mithilfe von Gleisstromkreisen oder Achszählkreisen registriert. Die den Signalen zugeordneten Melder leuchten dem Signalbild entsprechend rot, wenn es Halt zeigt, grün oder weiß leuchtende Melder zeigen an, dass sich das Signal in der Fahrtstellung befindet. Darüber hinaus überwachen eine Vielzahl weiterer Melder im Stelltisch die vielfältigen Funktionen der gesamten Stellwerksanlage und zeigen Unregelmäßigkeiten und Störungen an.
Der Stelltisch ist aus Einzelteilen, so genannten „Tischfeldern“, baukastenförmig zusammengesetzt. Die Tischfelder sind mit den Meldern und den Bedienelementen, den Drucktasten, bestückt. Das Baukastensystem gestattet problemlos nachträgliche Veränderungen (vgl. auch Relaisstellwerk).